# シークレット・アイドル ハンナ・モンタナ (アルバム)
『シークレット・アイドル ハンナ・モンタナ』は、米ディズニー・チャンネルで放送中の『シークレット・アイドル ハンナ・モンタナ』のサウンドトラック。全米ビルボードチャートでは、初登場1位（2週連続）など世界的に大人気のアルバムである。

## 収録曲
| 1  | "The Best of Both Worlds" | マイリー・サイラス (ハンナ・モンタナ)      | 2:54 |
| 2  | "Who Said"                | マイリー・サイラス (ハンナ・モンタナ)      | 3:15 |
| 3  | "Just like You"           | マイリー・サイラス (ハンナ・モンタナ)      | 3:14 |
| 4  | "Pumpin' Up the Party"    | マイリー・サイラス (ハンナ・モンタナ)      | 3:10 |
| 5  | "If We Were a Movie"      | マイリー・サイラス (ハンナ・モンタナ)      | 3:04 |
| 6  | "I Got Nerve"             | マイリー・サイラス (ハンナ・モンタナ)      | 3:06 |
| 7  | "The Other Side of Me"    | マイリー・サイラス (ハンナ・モンタナ)      | 3:08 |
| 8  | "This Is the Life"        | マイリー・サイラス (ハンナ・モンタナ)      | 2:59 |
| 9  | "Pop Princess"            | ザ・クリック・ファイブ                     | 4:24 |
| 10 | "She's No You"            | ジェシー・マッカートニー                   | 3:33 |
| 11 | "Find Yourself in You"    | エバーライフ                               | 3:35 |
| 12 | "Shining Star"            | B5                                         | 2:44 |
| 13 | "I Learned from You"      | マイリー・サイラスとビリー・レイ・サイラス | 3:26 |